# International Traffic in Arms Regulations
Die International Traffic in Arms Regulations (ITAR; deutsch: Regelungen des internationalen Waffenhandels) ist ein US-amerikanisches Regelungswerk, das den Handel mit Waffen, Rüstungs- und Verteidigungsgütern kontrollieren soll. Dabei beanspruchen die USA hinsichtlich der ITAR eine weltweite Zuständigkeit.

## Inhalte
ITAR fordert für alle Güter, die in der umfangreichen United States Munitions List (USML) aufgeführt sind, eine staatliche Kontrolle. Die USML umfasst alle primär militärischen Güter, aber auch elektronische Komponenten, die von ihrem Verwendungszweck her nicht unmittelbar militärischen Zwecken dienen sollen. Zu den militärischen Gütern zählen nach dem Verständnis der USA auch raumfahrtbezogene Güter, so dass die Zusammenarbeit zwischen ESA und NASA bei den Missionen Dawn, MSL09 und ExoMars ebenfalls von den ITAR betroffen ist.
Im Gegensatz zu den in den US-amerikanischen Export Administration Regulations (EAR) niedergelegten Prinzipien zur Beurteilung einer Genehmigungspflicht für Dual-Use Güter, bei denen unter bestimmten Bedingungen (De-minimis-Regel) eine Genehmigungspflicht entfallen kann, unterliegen alle in der United States Munitions List (USML) aufgeführten Güter gemäß ITAR grundsätzlich der Exportkontrolle.
Der Verkauf und der (Re-)Export und (Re-)Transfer von Gütern (einschließlich entsprechenden Dienstleistungen), die in der USML gelistet sind, muss vorab durch die zuständige Behörde, das Directorate of Defense Trade Controls (DDTC) genehmigt werden. Dieses Kontroll- und Genehmigungsverfahren soll dazu beitragen
- die berechtigten Interessen befreundeter Staaten zu befriedigen,
- Aggressionen zu verhindern,
- regionale Stabilität voranzutreiben und
- die friedliche Beilegung von Konflikten zu fördern.

## Kritik
- Die ITAR betrifft auch zusammengebaute Objekte, die  Komponenten verwenden, die ITAR-pflichtig sind. Auch wenn Zusammenbau und Export nur in Drittstaaten stattfindet, muss rechtlich gesehen bei jedem landesüberschreitenden (Re-)Export oder Verkaufsvorgang eine Genehmigung bei der zuständigen US-Behörde eingeholt werden. Zusätzlich gelten die Export-Gesetze der Drittländer, so dass ein erheblicher bürokratischer Aufwand entsteht.
- Die US-Behörden haben in Genehmigungsverfahren das Recht, den kompletten Bauplan von Objekten einzusehen, in denen ITAR-pflichtige Komponenten verbaut sind, unabhängig von der Größe oder Komplexität des Objekts. Der Umfang der zu übermittelnden Daten ist prinzipiell unbegrenzt. Kritiker sehen hier einen der schwerwiegendsten Problempunkte, da die US-Behörden keinen Nutzungsnachweis liefern müssen und Industriespionage möglich ist.